# Крещение Иберии
Крещение Иберии, или Крещение Грузии (груз. ქართლის გაქრისტიანება, картлис гакрист’ианэба) — обращение в христианство грузинского царства Картли, известного в античности как Иберия. Крещение состоялось в IV веке благодаря просветительнице Грузии Святой Нине: она убедила креститься царя Мириана III, который стал первым христианским грузинским владыкой и, по словам историка Созомена, убедил креститься и весь свой народ.
Позже царь прикладывал большие усилия для распространения христианства на своих землях: по словам Сократа Схоластика, иберийцы первыми из народов известных на то время земель приняли христианство в качестве официальной религии наравне с абиссинцами и армянами (в современной науке Армения считается первой страной, принявшей христианство в качестве государственной религии). До начала первых христианских расколов христианство на Кавказе было всесодержащим, плюралистическим и гибким, а жёсткие экклезиологические иерархии были образованы много позже, когда в VI веке уже появились национальные церкви. Несмотря на этническое разнообразие региона, крещение Грузии было всерегиональным и межкультурным явлением на Кавказе. Евреи из Мцхета, столицы Картли, сыграли большую роль в крещении царства и дали мощный импульс к углублению связей между Грузией и Палестиной, а также положили начало грузинскому паломничеству в Святую землю — свидетельством тому служат паломничество Петра Ивера и появление надписей в Бир эль-Куте.
Иверия была фактором соревновательной дипломатии между Византией и Государством Сасанидов, а позже стала крупным игроком в византийско-сасанидских войнах. Во многом культура Иверии была схожа с культурой иранцев и Ахеменидской державы: отношения с иранцами развивались за счёт различных военных походов, торговли, династических браков, но выбор царём Мирианом III христианства оказал куда более глубокие и важные международные последствия даже несмотря на то, что сделан этот выбор был не под влиянием византийской дипломатии. Иверия прошла путь от образования в эпоху эллинизма до принятия христианства и вступила на путь многовековых процессов, приведших к формированию грузинского самоопределения.

## Апостольское крещение
Хотя Иверия приняла крещение в IV веке, Грузинская православная церковь с опорой на некоторые византийские источники утверждает, что распространение христианства на грузинских землях начал ещё Андрей Первозванный, который считается и основателем грузинской церкви. Ефрем Малый позже объяснил роль Святой Нины в необходимости «второго крещения» Иверии, а археологические раскопки показали, что ещё до прихода Святой Нины в земли царя Мириана в Грузии распространялось христианство: в захоронениях III века нашей эры встречаются печати с крестами и рыбой или якорем и рыбой как символами раннего христианства, что говорит о распространении христианства ещё более раннем, чем принято считать.

## Крещение царской семьи
Согласно летописям «Картлис цховреба» и «Обращение Грузии», жительница Каппадокии Нина крестила царя Мириана и его жену царицу Нану, что положило начало крещению Картли и всех его жителей. Одинаково это описывают византийские историки Руфин Аквилейский, Геласий Кесарийский, Геласий Кизический, Феодорит Кирский, Сократ Схоластик и Созомен, который указывал в качестве источника рассказы царевича Бакура, военачальника при императоре Феодосии I. Однако они утверждают, что Нина была безымянной римской пленницей, которую привели в Иверию. Грузины же указывают, что Нина была дочерью Завулона. Когда она отправилась в Иерусалим, чтобы увидеть отца, она спросила, где находится Риза Господня, и ей ответили, что она хранится в восточном городе Мцхета, стране Картли (Иверии). Она отправилась в Иверию и через четыре месяца, в июне, пришла в горы Джавахети. Два дня она пробыла у озера Паравани, а затем вошла в Мцхету.
Когда она пришла в город, то узнала, что в городе праздник в честь языческого божества Армази, и в нём участвовал царь Мириан III. Нино, потрясённая случившимся, начала молиться, и в итоге сильным ветром языческий идол был повален. Позже её призвали слуги царицы Наны, которая тяжело заболела, и попросили помочь. Нина излечила царицу и крестила её, чему был очень удивлён царь. Он не желал креститься, но всё изменил случай на охоте: в лесу у горы Тхоти царя и его слуг застигло солнечное затмение.

…царь остался один и блуждал по горам и лесам, объятый страхом и ужасом. И, потеряв надежду на спасение, он остановился. А Бог, Творец добра, сделал его, несведущего сведущим, невежду знающим, и [он] пришел в себя и, рассуждая в уме, сказал: «Вот вижу, что призываю во весь голос богов своих Армаза и Задена и не нахожу утехи. А что, если сейчас обращусь к Распятому на кресте, Которого проповедует Нино и совершает множество исцелений упованием на Него. Не сможет ли Он спасти меня от беды этой, так как живой нахожусь в аду, и не ведаю, для всей вселенной это крушение и превращение света в тьму, или только для меня одного эта беда». Немедля [царь] вслух сказал: «Боже Нино, освети мне эту тьму и покажи дом свой! Исповедаю имя Твое, воздвигну древо креста и поклонюсь ему, построю обитель для Твоего обитания и моего моления и буду повинен Нино в вере римлян».
Оригинальный текст (груз.)და დაშთა მეფე მარტო, და იარებოდა მთათა და მაღნართა შეშინებული და შეძრწუნებული. დადგა ერთსა ადგილსა და წარეწირა სასოება ცხოვრებისა მისისა. და ვითარცა მოეგო თავსა თჳსსა ცნობასა, და განიზრახვიდა ესრეთ გულსა თჳსსა: "აჰა ესე რა, ვხადე ღმერთთა ჩემთა და არა ვპოვე ჩემ ზედა ლხინება. აწ, რომელსა იგი ქადაგებს ნინო ჯუარსა და ჯუარცმულსა და ჰყოფს კურნებასა, მისითა მოსავობითა, არამცა ძალ ედვაა ჴსნა ჩემი ამის ჭირისაგან? რამეთუ ვარ მე ცოცხლივ ჯოჯოხეთსა შინა და არა უწყი, თუ ყოვლისა ქუეყანისათჳს იქმნა დაქცევა ესე, ანუ თუ ჩემთჳს ოდენ იქმნა. აწ, თუ ოდენ ჩემთჳს არს ჭირი ესე, ღმერთო ნინოსო, განმინათლე ბნელი ესე და მიჩუენე საყოფელი ჩემი და აღვიარო სახელი შენი, და აღვმართო ძელი ჯუარისა და თაყუანისვცე მას და აღვაშენო სახლი სალოცველად ჩემდა, და ვიყო მორჩილ ნინოსა სჯულსა ზედა ჰრომთასა.

Когда царь стал молиться Христу, тотчас же появилось солнце. Царь спрыгнул с коня, упал на землю, поднял руки к восточной стороне и сказал:

Ты — Бог над всеми богами и Господь над всеми господами, Бог, которого проповедует Нино". Твое имя должно быть прославляемо всеми рождёнными под небесами и на земле. Ты спас меня от беды и просветил именем Твоим тьму мою. И вот я познал, что Ты хочешь спасти меня и приблизить меня к Себе. И теперь на этом месте воздвигну древо креста Твоего, чтобы тем величалось святое имя Твое и вспоминалось это дело и знамение во веки веков.

По возвращении в город царь призвал своё войско, своих слуг и свиту славить Нину, а также сдержал обещание, заложив церковь и прославив новую веру. Когда храм был построен, царь отправил послов к императору Константину с просьбой отправить священников, чтобы те помогали ему проповедовать новую веру. По Созомену, Константин пребывал в эйфории от новостей и обязался помогать иверийскому царю. Просвещение Картли осуществляли собственно царь и представители высшего сословия: в частности, стараниями Мириана был воздвигнут собор Светицховели в память о Ризе Господне, которую из Иерусалима в I веке нашей эры в Мцхети принёс Илия, свидетель распятия Иисуса Христа. Монастырь Самтавро, где был похоронен Мириан, был построен снаружи города — это является отсылкой к церквям Константина Великого и его семьи снаружи римского померия. При этом могила Мириама находится на территории монастыря, к югу от среднего столбца — могила Константина же находится вне церкви в отдельной усыпальницей. Отличием церквей Константина от церквей Мириана является факт, что церкви Константина были посвящены мученикам, а Мириана — нет.
После обращения царской семьи в христианство началось грузинское паломничество в Палестину. Евреи проживали на территории дохристианской Иверии ещё при вавилонском царе Навуходоносоре, что стало одной из предпосылок уважения иверийцев к реликвиям и сакральным местам (в том числе к Иерусалиму и Сиону) и оказания влияния Византии. Династия Багратионов, в частности, считала своим предком самого царя Давида. В самой Палестине вскоре появились первые грузинские монастыри: в Иерусалиме в конце IV века царевичем Бакуром был основан монастырь (именно в этом городе историк Руфин Аквилейский встретил Бакура). При царе Вахтанге I Антиохийская церковь признала автокефалию грузинской церкви.

## Крещение всей земли
Несмотря на энтузиазм царской семьи и царского двора, христианство медленно распространялось в деревнях. Первые шаги в этом плане предприняли в V и VI веках, когда укоренились монашеские традиции и христианская вера стала распространяться к границам Картли. В 530-е или 540-е в Мцхету прибыли тринадцать сирийских отцов, которые основали 16 монастырей и множество церквей на территории Грузии: до наших дней сохранилось множество церквей, датируемых VI веком.

## Дата крещения
В летописях прямо указывается, что солнечное затмение, которое продлилось недолго, но стало поводом для Мириама III креститься, случилось в субботу 20 июля. Однако историки спорят, в каком году это случилось. Грузинские и зарубежные учёные предположили, что событие могло произойти в один из следующих годов: 312, 317, 318, 320, 323, 325—328, 330—337. Общественность считает 337 год годом крещения Иверии, однако учёные называют 326 год — это случилось в «третье воскресенье после Пасхи», согласно Иоанну-Зосиму, а именно 1 мая, и эту дату отмечает Грузинская православная церковь.
Крещение Иверии добавило интерес со стороны астрономов, которые предполагают, что событие на охоте произошло 6 мая 319 года, когда случилось полное солнечное затмение, видное со всей территории Восточной Грузии. При дельте Т≈7500 и курсовом углу солнца 290° царь Мириан и его свита могли видеть полное затмение, а горожане — нет. Условия наблюдения для царя на горе Тхоти были схожи с условиями в Патагонии во время затмения 11 июля 2010 года. При затмении 319 году наблюдатели на небольших высотах могли бы увидеть преимущественно тёмное небо, но при появлении солнца над горизонтом оно бы посветлело. На той высоте, где находился царь, могло наблюдаться полное солнечное затмение. Л. В. Моррисон и Ф. Ричард Стивенсон, пользуясь геофизической моделью дельты Т≈7450±180°, признают возможность такого сценария, но проверить достоверность источников не предоставляется возможным.